# 63-я драйв — Риго-парк (линия Куинс-бульвара, Ай-эн-ди)
|   |     |     |     |     |   |
| · | · л | · э | · э | · л | · |

|   |     |     |     |     |   |
| · | · л | · э | · э | · л | · |

«63-я драйв — Риго-парк» (англ. 63rd Drive–Rego Park) — станция Нью-Йоркского метрополитена, расположенная на линии Куинс-бульвара, Ай-эн-ди. Станция находится в Квинсе, в округе Риго-Парк, на пересечении 63-й драйв с Куинс-бульваром. На станции останавливаются маршруты: E (ночью), M (в будни днём и вечером) и R (круглосуточно, кроме ночи). Станцию проходят без остановки маршруты: E (круглосуточно, кроме ночи), F (круглосуточно) и <F> (в часы пик в пиковом направлении).
Станция представлена четырьмя путями и двумя боковыми платформами, обслуживающими внешние пути, окрашена в синие цвета. Название представлено как в виде мозаики на стенах, так и в виде чёрных табличек на колоннах.
Станция имеет два выхода. Основной выход — западный, приводит к перекрёстку 63-й драйв с Куинс-бульваром. Он представлен мезонином над платформами, куда ведут лестницы. В мезонине расположен турникетный зал. С этого конца станции существует возможность бесплатного перехода между платформами. Восточный выход это сделать не позволяет. Этот выход также представлен мезонином и ведёт к перекрёстку 64-й авеню с Куинс-бульваром.

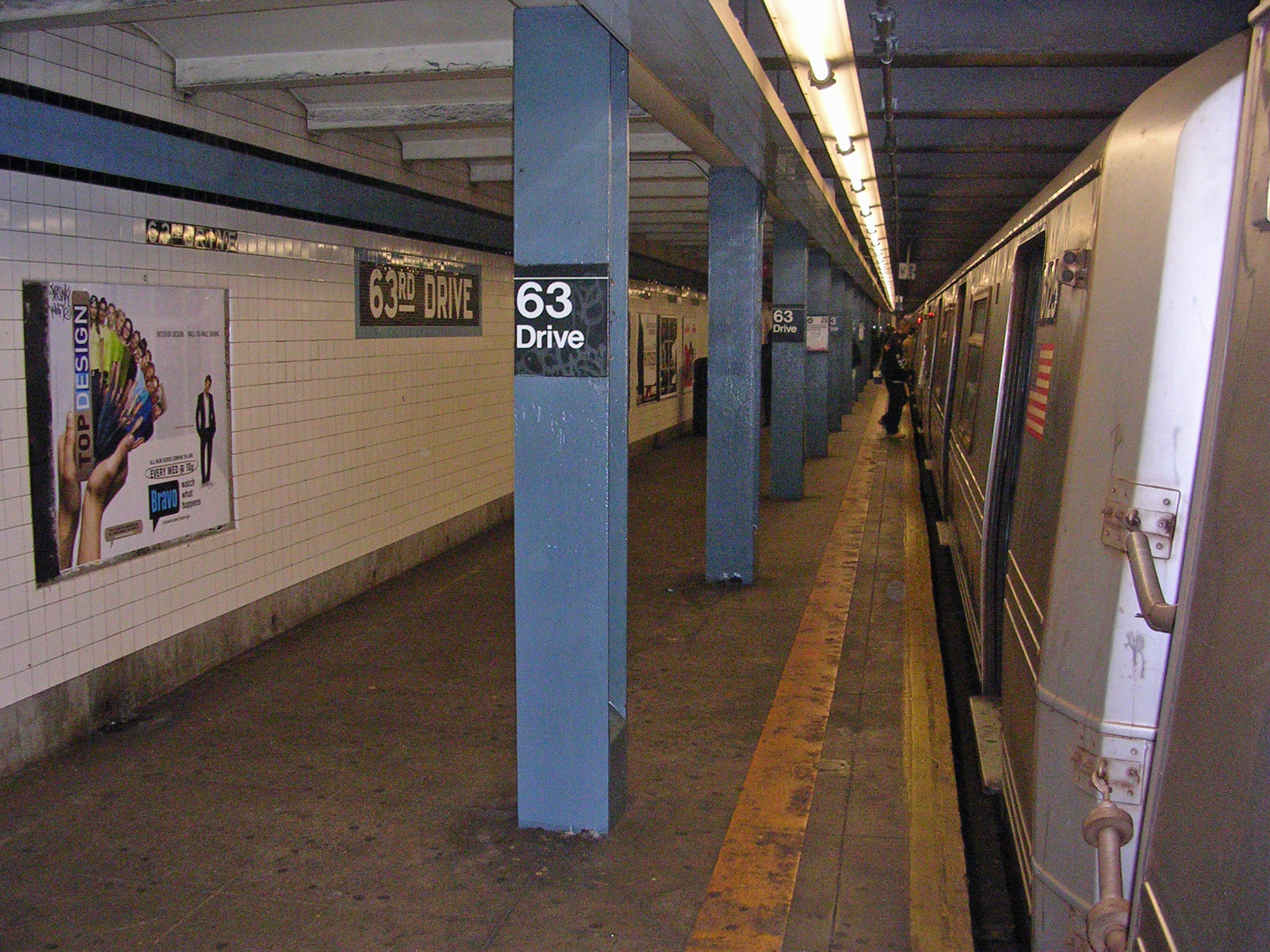
На платформе
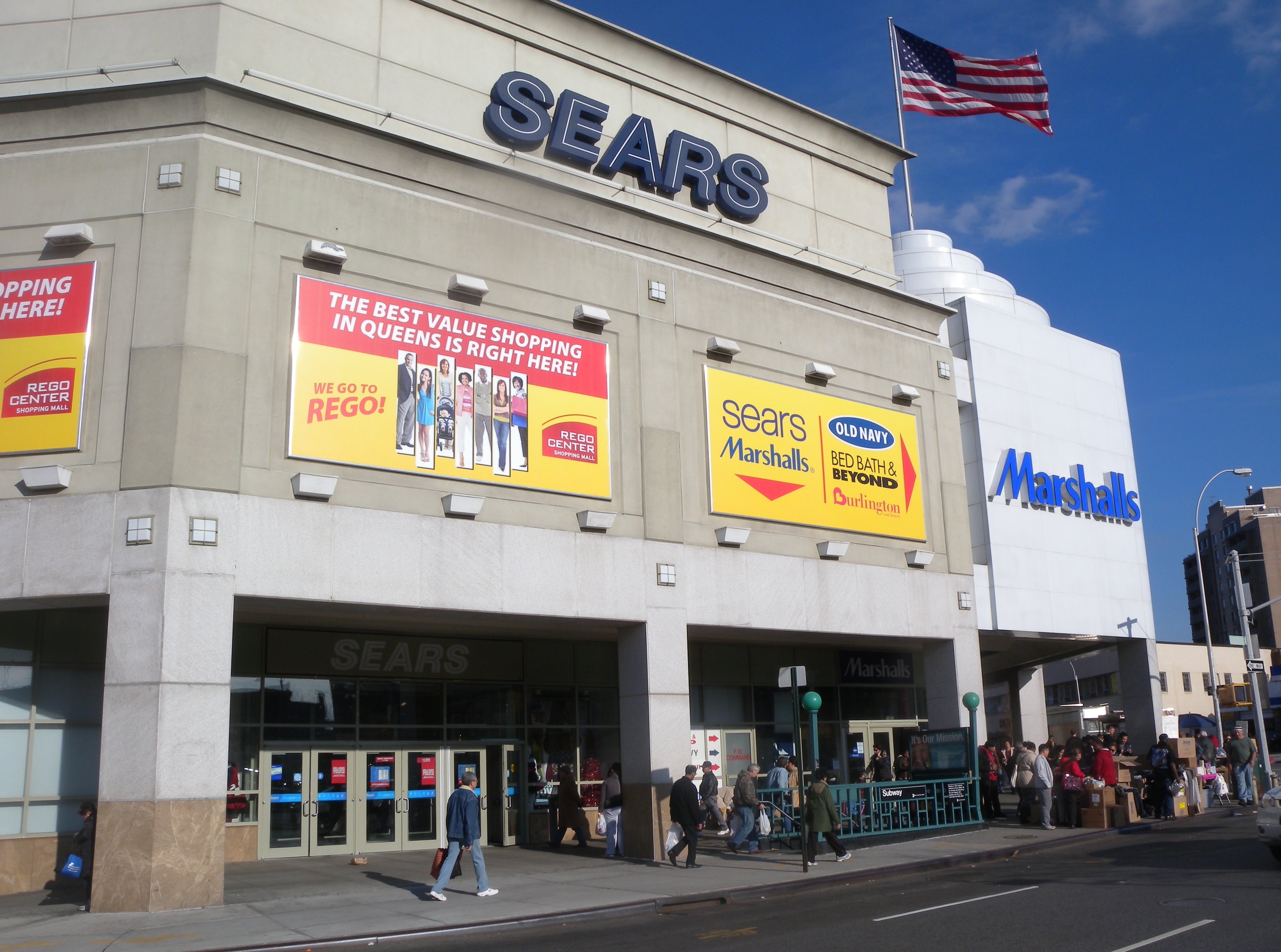
Риго-Парк Центр около станции
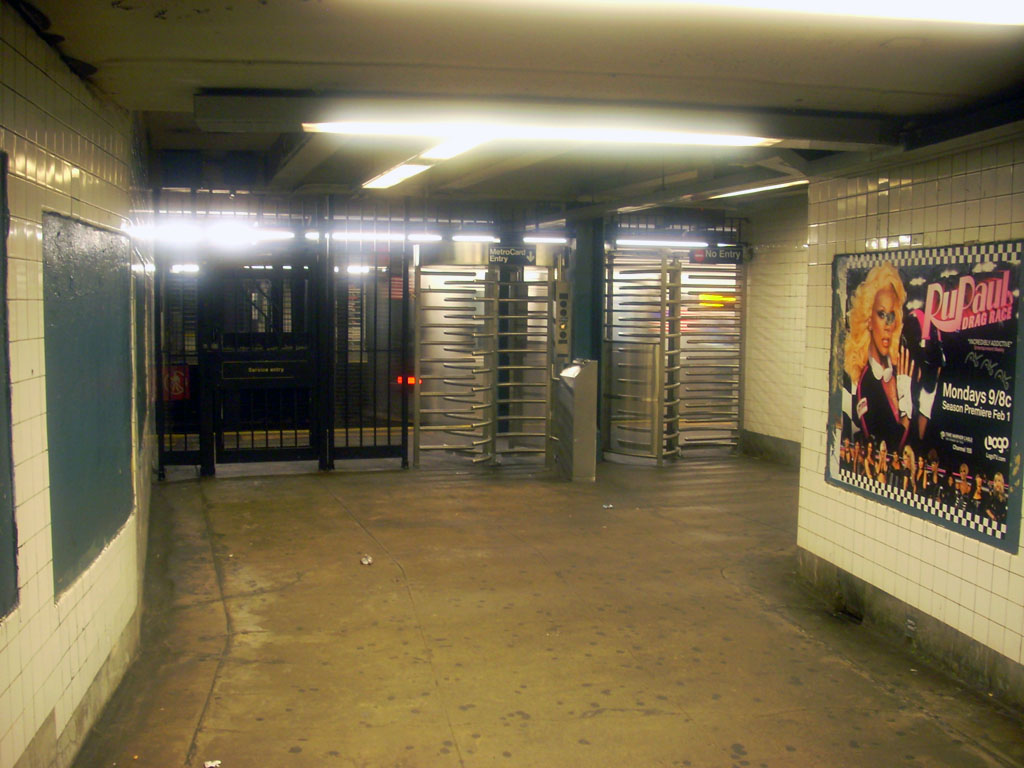
Полноростовые турникеты